# Südbahn (Oostenrijk)
De Südbahn (Nederlands: Zuiderspoorweg) is een belangrijke spoorlijn in Oostenrijk. De huidige lijn volgt het traject: Wien Südbahnhof (Wien Hauptbahnhof), Baden, Wiener Neustadt, Semmering, Bruck an der Mur, Graz en verder naar Slovenië en Italië. De lijn behoort tot het kernnet van de Österreichischen Bundesbahnen (ÖBB)

## Geschiedenis
De Südbahn is voortgekomen uit de wens om de hoofdstad Wenen te verbinden met de Oostenrijkse haven Triëst. In 1829 kwam prof. Franz Xaver Riepl met een plan voor een traject door West-Hongarije naar Maribor en vervolgens via Ljubljana naar Triëst. Dit oostelijke traject liep om de Alpen heen en zou daardoor de Semmeringpas vermijden. Baron Georg Simon von Sina wilde het vervoer van en naar Hongarije verbeteren ten opzichte van de bestaande onzekere bootverbindingen, door het aanleggen van spoorwegen. Von Sina diende in 1836 concessie aanvragen in voor diverse spoorlijnen en op 2 januari 1838 kreeg hij een voorlopige bouwvergunning echter zonder exploitatierechten. Op 20 maart 1838 volgde de oprichting van zijn spoorwegmaatschappij, de Wien-Raaber Eisenbahngesellschaft. Een van de spoorlijnen was de spoorlijn naar het zuiden. Von Sina wilde deze bouwen onder de naam Kaiser-Ferdinand Südbahn maar dat werd door de Keizer verboden.

In Oostenrijk-Hongarije bestond ook een Hongaarse Südbahn (Boedapest - Fiume). Daarnaast is een dwarsverbinding met de Rudolfsbahn (Linz - Villach - Triëst) gebouwd tussen Bruck an der Mur en Sankt Michael in Obersteiermark. Omdat via deze verbinding het treinverkeer tussen Wenen en Venetië via Karinthië loopt wordt soms ten onrechte aangenomen dat de spoorlijn door Karinthië ook bij de Oostenrijkse Südbahn hoort.

## Aanleg

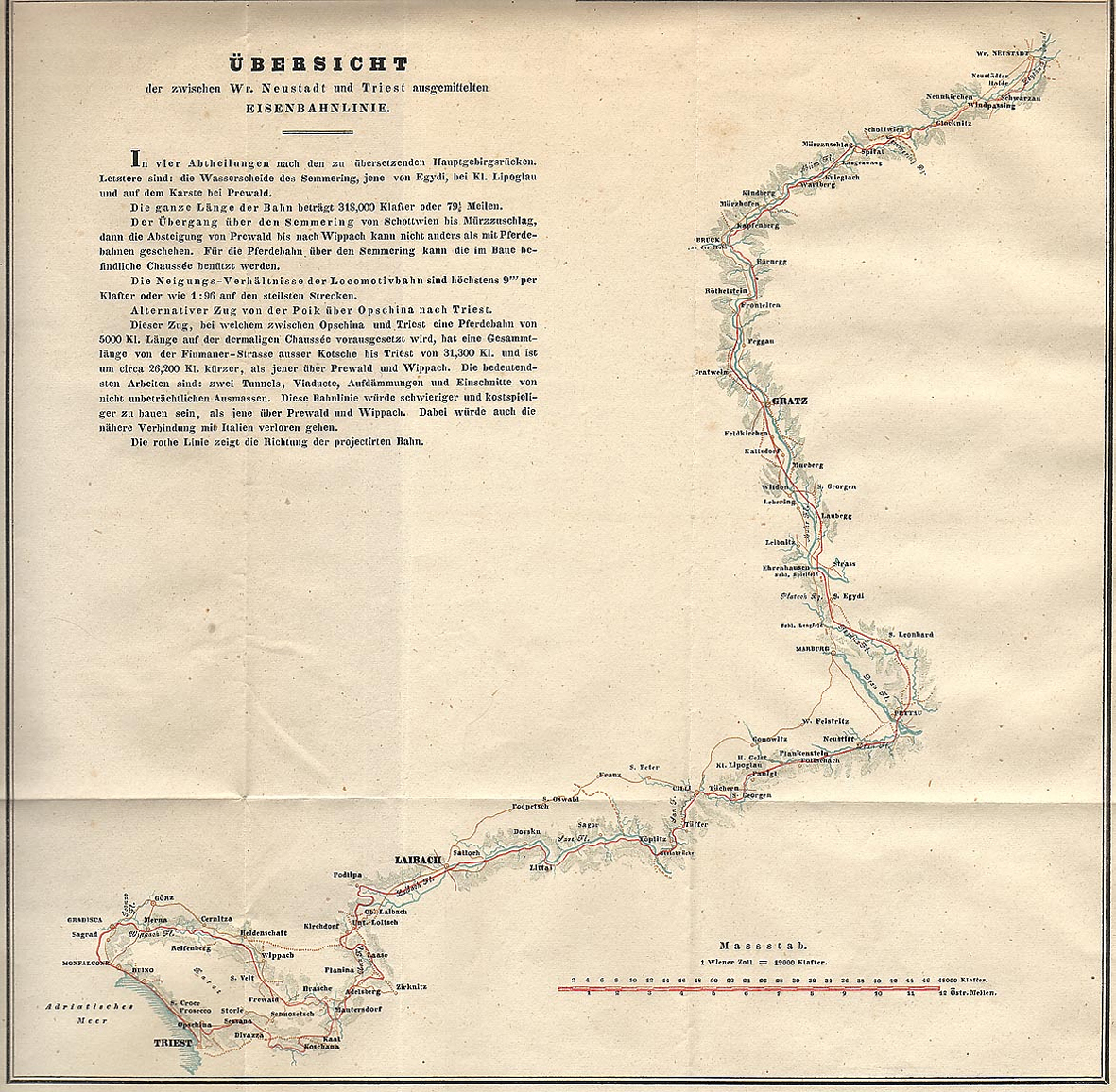
Kaart van de ontworpen spoorweg tussen Wiener-Neustadt en Triëst uit 1841

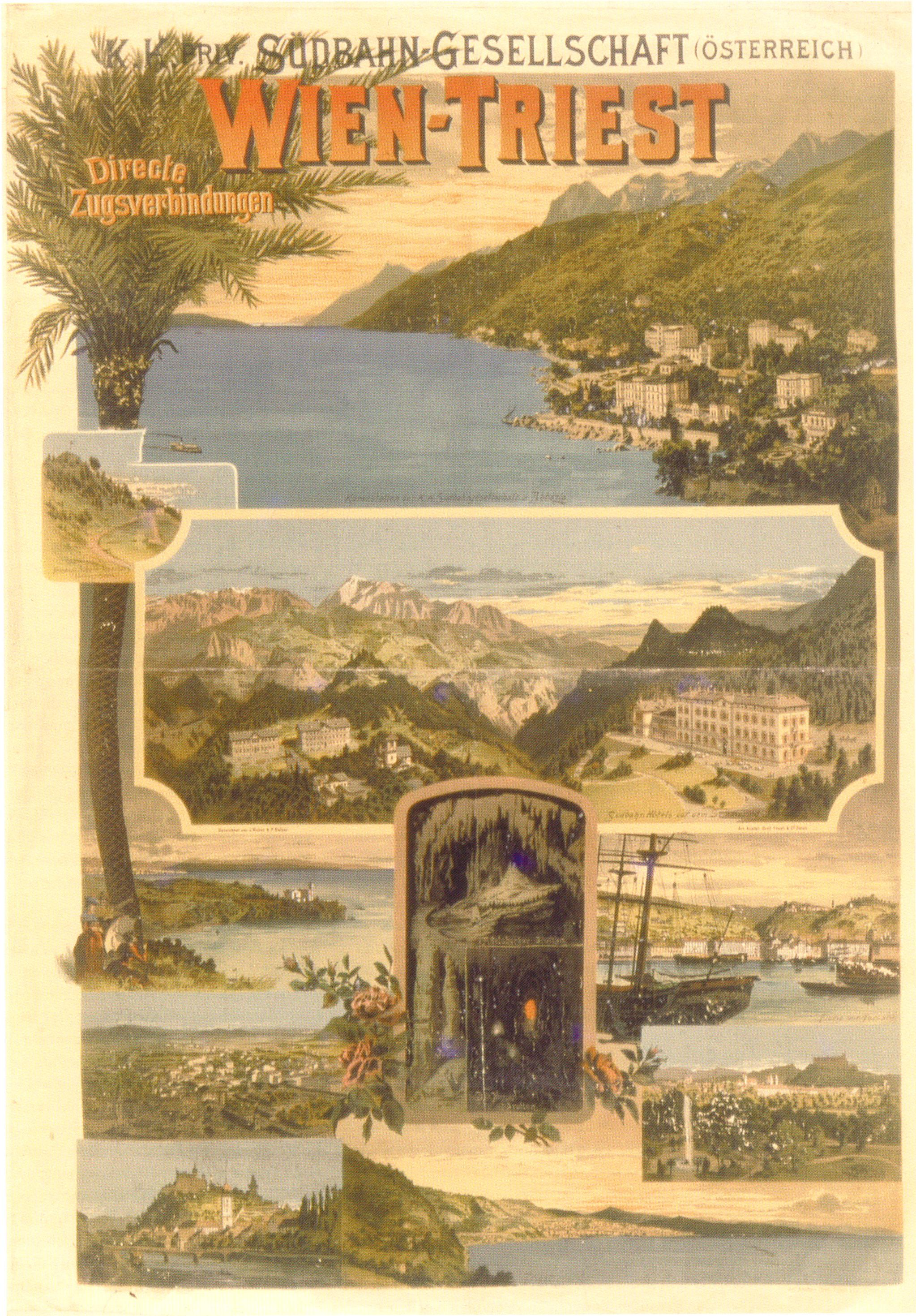
Reclame voor de doorgaande verbinding Wenen-Triëst uit 1898

In 1839 hield aartshertog Johannes een pleidooi voor een sterke uitbreiding van het Oostenrijkse spoorwegnet waarop de geplande spoorlijn Erzherzog Johann-Bahn genoemd werd. Von Sina begon in april 1839 met de aanleg van de 22 km tussen Baden en Wiener Neustadt die op 16 mei 1841 geopend werden. Ten noorden van Baden werd gebouwd richting Wenen. Het deeltraject Baden - Mödling (11 km) werd op 29 mei 1841 geopend en de laatste 15 km naar het Gloggnitzer Bahnhof volgden op 20 juni 1841. Aan de zuidkant werd de spoorlijn op 24 oktober verlengd naar Neunkirchen en op 5 mei 1842 werd Gloggnitz aan de noordkant van de Semmeringpas bereikt. De spoorlijn bleek vooral een succes in het toeristenvervoer. Omdat de bouw van spoorlijnen in Hongarije haperde werden de betreffende concessies ingetrokken. De naam van het bedrijf werd vervolgens gewijzigd in Wien-Gloggnitzer Eisenbahngesellschaft omdat er geen relatie meer was met het Hongaarse Raab (Györ).
Ondanks eerdere toezeggingen aan Von Sina nam de staat de bouw ten zuiden van Gloggnitz over. Hiermee wilde men voorkomen dat buitenlandse investeerders te veel invloed op het spoorverkeer zouden krijgen. Onder de naam k.k. südliche Staatsbahn werd in augustus 1842 onder leiding van Carl von Ghega begonnen met de bouw van de spoorlijn tussen Mürzzuschlag, de zuidkant van de Semmeringpas, en Graz begonnen, een jaar later gevolgd door de start van de aanleg van de spoorlijn ten zuiden van Graz naar Celje. De spoorlijn van de Semmering naar Graz werd op 21 oktober 1844 geopend; het deel ten zuiden van Graz volgde op 2 juni 1848. De dienstuitvoering werd aan de Gloggnitzerbahn overgelaten. In augustus 1848 werd gestart met het ontbrekende deel over de Semmeringpas, de Semmeringspoorlijn. Verder naar het zuiden werd gewerkt aan een verlenging naar Ljubljana, welke in augustus 1849 werd voltooid. Op 1 mei 1851 nam de k.k. südliche Staatsbahn de hele dienstuitvoering tussen Wenen en Ljubljana over. In 1852 werd de spoorlijn ten noorden van de Semmering genationaliseerd en kwam ook in handen van de k.k. südliche Staatsbahn. Na een overeenkomst ter zake werd in 1853 het bedrijf van Von Sina hernoemd in Wien-Raaber Eisenbahn.
De Semmeringspoorlijn kon op 15 mei 1854 in gebruik genomen worden en met de opening van het deel tussen Ljubljana en Triëst, op 15 oktober 1859 was de Südbahn gereed. In Triëst konden passagiers verder reizen met de Österreichische Lloyd. De spoorlijn werd op 23 mei 1858 verkocht aan de k.k. priviligierte Südbahngesellschaft, die de lijn tot 1923 exploiteerde.
De Südbahngesellschaft opende diverse spoorweghotels voor toeristen die per trein konden worden vervoerd. Langs de Südbahn opende ze in 1881 het Südbahnhotel aan de Semmering en in 1884 het vakantiepark Société Quarnero in Abbazia aan de Oostenrijkse kust, beide te zien op de affiche hiernaast.

## Nieuwe grenzen

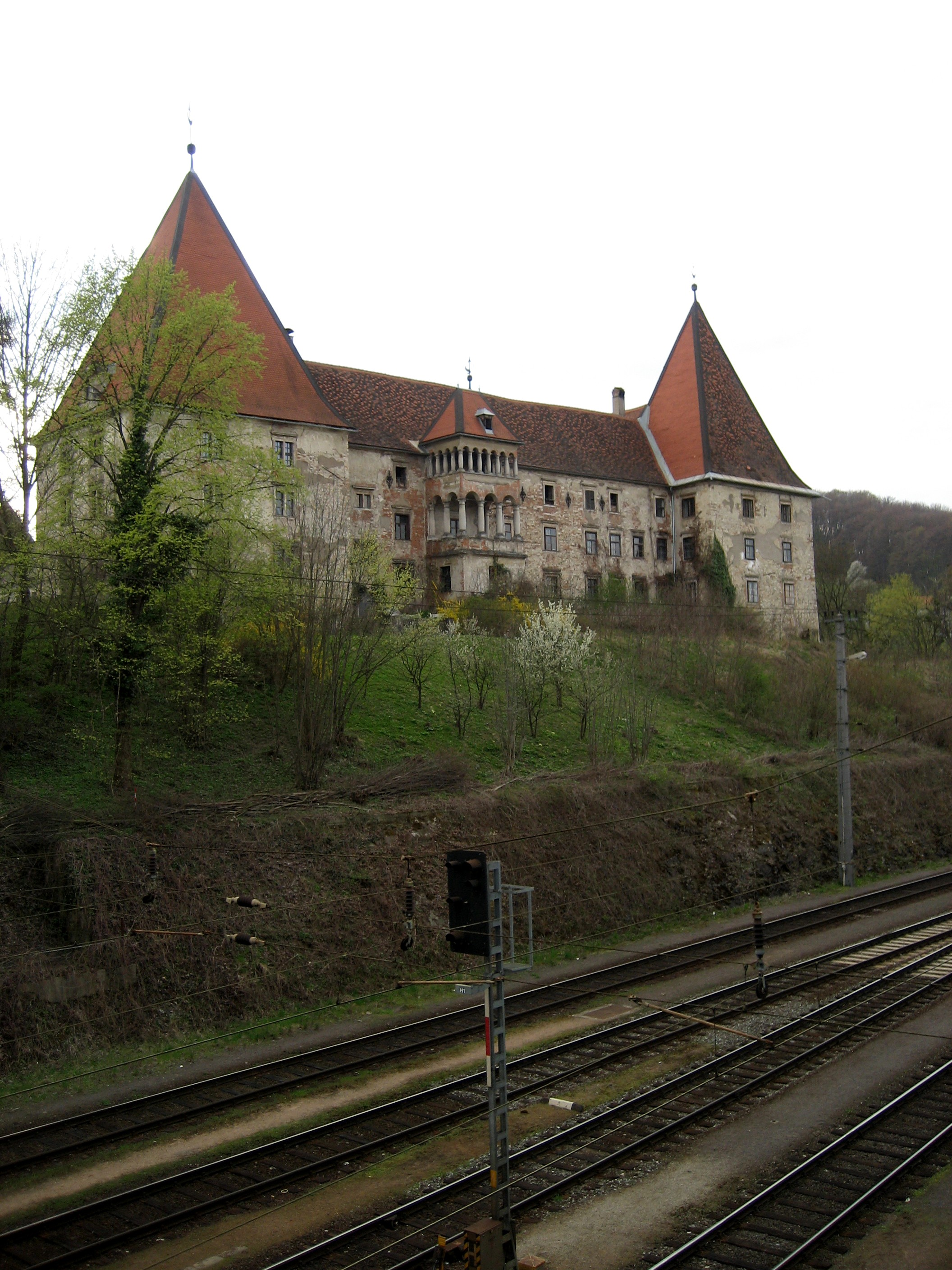
Het huidige einde van de Südbahn bij kasteel Spielfeld, de Oostenrijks-Sloveense grens.

In november 1918 veranderde de Südbahn van een binnenlandse spoorlijn in een internationale. Spielfeld-Straß werd de grens tussen Oostenrijk en de SHS-Staat en Triëst kwam in Italië te liggen. De dienstuitvoering bleef nog enige tijd in handen van de Südbahngesellschaft.
De boedelscheidingscommissie voor Oostenrijk-Hongarije heeft tot 1923 nodig gehad om te bepalen welke rijtuigen en wagons naar welke opvolgende staat gingen. Het Oostenrijkse deel van de rechtspersoon Südbahngesellschaft is toen als Donau - Save - Adria Eisenbahngesellschaft (DOSAG) blijven bestaan maar de dienstuitvoering op de Oostenrijkse Südbahn kwam in handen van de BBÖ, de latere ÖBB.

## Elektrificatie
De elektrificatie werd pas tijdens de Tweede Republiek ter hand genomen toen alle spoorwegen in de ÖBB waren ondergebracht. De elektrificatie werd van noord naar zuid uitgevoerd en nam iets meer dan 20 jaar in beslag:
- 29 september 1956: Wien Südbahnhof–Gloggnitz
- 28 september 1957: Gloggnitz–Payerbach-Reichenau
- 29 mei 1959: Payerbach-Reichenau–Mürzzuschlag
- 24 mei 1963: Mürzzuschlag–Bruck an der Mur
- 22.mei 1966: Bruck an der Mur–Graz Hbf
- 29 mei 1972: Graz Hbf–Spielfeld-Straß
- 27 mei 1977: Spielfeld-Straß–Staatsgrens

Het deel tussen Spielfeld-Straß en de grens is voorzien van het in Joegoslavië gebruikelijke 3 kV gelijkstroom systeem